# Nesticus morisii
Nesticus morisii là một loài nhện trong họ Nesticidae.
Loài này thuộc chi Nesticus. Nesticus morisii được Paolo Marcello Brignoli miêu tả năm 1975.